# Stérol O-acyltransférase
La stérol O-acyltransférase, ou acyl-CoA cholestérol acyltransférase (ACAT), est une acyltransférase qui catalyse la réaction :
acyl-CoA + cholestérol  {\displaystyle \rightleftharpoons }  CoA + ester de cholestérol.
Cette enzyme est présente dans le réticulum endoplasmique chez les animaux, où elle catalyse la formation d'esters de cholestérol à partir de cholestérol et d'acyl-CoA. Elle est très spécifique des groupes acyle ayant une double liaison cis-Δ9.